# Asignatura de religión en España
La asignatura de religión en España es la materia en que se formaliza la educación religiosa que se imparte en los centros educativos de enseñanza primaria y de enseñanza secundaria en España. Sus contenidos son los dogmas, creencias, principios, moral y ritos de una determinada confesión religiosa, principalmente la católica pero también la evangélica, la islámica y la judía. Su carácter obligatorio u opcional, la concreción de su currículum, la selección del profesorado que la imparte, su valor académico, etc. ha ido variando según la época y la ley educativa vigente.
En el curso 2022-2023 el porcentaje de alumnos que eligieron cursar Religión bajó hasta el 57% con importantes diferencias según la titularidad de los centros: en los públicos solo el 45,3% elegía esta asignatura, en los concertados el 89,1% y en los privados el 71,8%.
| Distribución porcentual del alumnado según opción elegida en la enseñanza de religión en la ESO durante el curso 2016-17 | Distribución porcentual del alumnado según opción elegida en la enseñanza de religión en la ESO durante el curso 2016-17 | Distribución porcentual del alumnado según opción elegida en la enseñanza de religión en la ESO durante el curso 2016-17 | Distribución porcentual del alumnado según opción elegida en la enseñanza de religión en la ESO durante el curso 2016-17 | Distribución porcentual del alumnado según opción elegida en la enseñanza de religión en la ESO durante el curso 2016-17 |
| --- | --- | --- | --- | --- |
| Fuente | Fuente | | Porcentaje | Porcentaje |
| Católica | Católica | | 54 % | 54 % |
| evangélica | evangélica | | 0.24 % | 0.24 % |
| islámica | islámica | | 0.3 % | 0.3 % |
| judía | judía | | 0.1 % | 0.1 % |
| No cursa religión | No cursa religión | | 44 % | 44 % |
| Fuente: Ministerio de Educación                                                                                          | | | | |

## Historia de la asignatura de religión en España

### La transición democrática: de los acuerdos con la Santa Sede de 1979 a la LOGSE de 1990
Tanto antes como durante la dictadura franquista (excepto durante la II República española) la asignatura de religión católica fue obligatoria. En la transición democrática, tras la aprobación de la Constitución de 1978, el gobierno de UCD presidido por Adolfo Suárez firmó los acuerdos con la Santa Sede de 1979 en los que se estableció que la enseñanza de la religión católica se incluiría en primaria y en secundaria «en condiciones equiparables a las demás disciplinas fundamentales». Se reconoció que no sería obligatoria pero se entendió que tendría que tener una materia alternativa al hacer constar que «las autoridades adoptarán las medidas oportunas para que el hecho de recibir o no la enseñanza religiosa no suponga discriminación alguna en la actividad escolar». En aplicación de los acuerdos el gobierno de UCD estableció que en el Bachillerato Unificado Polivalente (BUP) creado por la Ley de Educación de 1970 los alumnos que no escogieran la asignatura de religión debían cursar la asignatura de Ética impartida por los profesores de Filosofía o de Geografía e Historia, y que ambas tendrían plena validez académica.
Con la llegada al poder del PSOE tras ganar las elecciones generales de 1982 los sucesivos gobiernos de Felipe González se plantearon la reforma del sistema educativo implantado por la Ley de Educación de 1970 promulgada al final del franquismo. Este proceso culminó en 1990 con la aprobación por las Cortes de la LOGSE. La nueva ley también se ocupó de la asignatura de religión estableciendo que sería de «oferta obligada por los centros», pero de «elección voluntaria» para los alumnos. El conflicto con la jerarquía de la Iglesia católica en España se planteó cuando el gobierno acordó que los alumnos que no cursaran religión realizarían «actividades de estudio», lo que suponía que desaparecía la asignatura de Ética como alternativa "fuerte". Además la asignatura de religión dejaba de tener plena validez académica.
En 1994 el Tribunal Supremo anuló la alternativa de «actividad de estudio» porque suponía una discriminación hacia los alumnos que cursaban la asignatura de religión ya que estos no se beneficiaban de esas clases de apoyo.

### De la LOCE de 2002 a la LOE de 2006
Cuando el Partido Popular llegó al poder en 1996 se planteó el cambio de la LOGSE a la que se había opuesto desde el principio, aunque solo cuando tras las elecciones del año 2000 consiguió la mayoría absoluta el gobierno de José María Aznar sacó adelante su reforma con la aprobación en 2002 de la LOCE. Tal como venía demandando la jerarquía eclesiástica católica desde que se aprobó la LOGSE en 1990, en la ley se estableció una "alternativa fuerte" a la asignatura de religión y esta recobró su plena validez académica. Así los alumnos que no la eligieran cursarían una materia de estudio sobre el "hecho religioso".
Pero la ley nunca llegó a aplicarse porque en marzo de 2004 el PSOE ganó las elecciones generales y una de las primeras medidas que tomó el gobierno socialista de José Luis Rodríguez Zapatero fue dejar en suspenso la ley.
En 2006 las Cortes aprobaban el nuevo proyecto de ley educativa presentado por el gobierno de Rodríguez Zapatero que echaba atrás casi todo lo aprobado en la LOCE. En la Ley Orgánica de Educación (LOE) la religión aparecía de nuevo como asignatura optativa y se proponían dos alternativas a los alumnos que no la eligieran: cursar una materia sobre historia de las religiones o realizar actividades de estudio o de estancia en la biblioteca. Como la primera materia nunca se definió, en la práctica los alumnos solo tuvieron la segunda opción. En cuanto a la validez académica de la asignatura de la religión se determinó que contaría para repetir curso, pero no haría media en el expediente académico ni para pedir una beca ni en las pruebas de acceso a la Universidad.

### La asignatura de religión en la LOMCE de 2013
En las elecciones generales de 2011 el Partido Popular volvió al poder y una de las prioridades del nuevo gobierno presidido por Mariano Rajoy y del ministro de Educación José Ignacio Wert fue elaborar una ley general educativa que reformara la LOE de 2006 y recuperara algunos de los principios de la LOCE de 2002 que el Partido Popular no pudo aplicar porque perdió las elecciones de 2004. 
Precisamente uno de los temas que más polémica suscitó el proyecto de la LOMCE —también llamada "Ley Wert"— cuando el 17 de mayo de 2013 la presentó el ministro fue la regulación de la asignatura de religión. En síntesis en la LOMCE se volvía a dar plena validez académica a la asignatura de religión —contará en el expediente académico por lo que se contabilizará para pedir una beca, por ejemplo— y se establecía una "alternativa fuerte" a la misma, las dos demandas fundamentales de la jerarquía de la Iglesia Católica desde que se aprobó la LOGSE en 1990 —en octubre de 2012 el portavoz de la Conferencia Episcopal manifestó: «la asignatura de Religión tiene que ser ofrecida en condiciones de libertad para los alumnos que la elijan, pero como una asignatura equiparable a las fundamentales»—. Para salvar el dictamen desfavorable del Consejo de Estado sobre la nueva asignatura ya que no podría ser cursada por los alumnos de religión, resultando por ello discriminados, en el proyecto se establece que las dos asignaturas —Religión y Valores Culturales y Sociales/Valores Éticos— se ofrecerán en el bloque de materias optativas, de tal manera que el alumno que quiera podrá cursar las dos. Por otro lado desaparece definitivamente la materia Educación para la ciudadanía introducida por el gobierno socialista de Rodríguez Zapatero, y que fue muy contestada por la jerarquía eclesiástica católica y por el propio Partido Popular, a pesar de que el Consejo de Estado había pedido en su dictamen que hubiera una asignatura obligatoria de Ciudadanía para todos los alumnos.
La LOMCE fue aprobada por las Cortes Generales el 28 de noviembre de 2013 y promulgada con fecha de 9 de diciembre. La materia alternativa a la religión se llama Valores Sociales y Cívicos en Primaria y Valores Éticos en ESO, desapareciendo definitivamente la materia Educación para la ciudadanía. En Bachillerato la Religión forma parte de las asignaturas específicas optativas, tanto en 1º como en 2º.

#### El descenso del número de alumnos que eligen la asignatura de religión en la enseñanza pública
Según el presidente de la asociación "Europa Laica", con el cambio que introduce el proyecto de la LOMCE, «se intenta frenar el hecho de que cada vez menos niños optan por la Religión. Piensan que puntuando en la media podrán parar la sangría».
Un estudio publicado a finales de 2008 por el Consejo Escolar del Estado sobre la enseñanza de la religión en los colegios e institutos públicos constataba el descenso de los alumnos que elegían la asignatura de religión. Los datos referidos al curso 2006-2007 mostraban que solo en la enseñanza primaria eran mayoría —aunque el porcentaje había bajado 7 puntos desde el curso 1999-2000 hasta el de 2006-2007, pasando del 81,4% al 74,1%—, mientras que en la ESO y en Bachillerato solo el 44,7% y 36,8%, respectivamente, elegían la asignatura de religión. En cambio en los centros privados la opción religiosa era abrumadoramente mayoritaria: el 87,1% en primaria, el 84,6% en ESO y el 86,4% en Bachillerato. Por otro lado, el informe también se ocupaba de los profesores que impartían la asignatura de religión católica, nombrados por los obispos y pagados por el Estado. Eran más de 12.000, 8.457 en primaria y 3.668 en secundaria. En cuanto a otras confesiones religiosas constataba que había 121 profesores de religión evangélica y 42 musulmanes —la mitad de estos últimos daban clase en Ceuta y en Melilla—.
Los datos más actualizados que maneja la Conferencia Episcopal Española también reflejan ese descenso. Así, mientras que en el curso 1996-1997 el 75% de los alumnos de la enseñanza pública estudiaba la asignatura de religión, en el curso 2012-2013 el porcentaje había descendido al 56,5% y en el curso 2021-2022 bajó al 48%. Asimismo se constata que el descenso se acentúa en la educación secundaria: si en el curso 1996-1997 el 56% de los alumnos de Bachillerato de los institutos públicos habían elegido la asignatura de religión, en el curso 2021-2022 habían descendido al 37%. Esta caída concuerda con el descenso del número de jóvenes que se declaran creyentes, pues se ha pasado del 71% en 1975 al 58% en 2010.

#### Las reacciones a la regulación de la asignatura de religión en la LOMCE
Al día siguiente de la aprobación por el consejo de ministros del proyecto de la LOMCE, el líder de la oposición y secretario general del PSOE Alfredo Pérez Rubalcaba prometía que «si la Ley Wert deja la educación como esta en el proyecto, plantearemos formalmente la revisión de ese acuerdo con la Santa Sede» —un portavoz oficial del PSOE aclaró después que la revisión se produciría si la ley mantiene «el punto que dice que la asignatura de Religión computa para notas y concesión de becas»—. Rubalcaba afirmó también que «la Iglesia ha ganado» y que la ley era «pura ideología».
Dos días después, el 20 de mayo de 2013, la Conferencia Episcopal Española hizo público un texto titulado Orientaciones pastorales para la coordinación de la familia, la parroquia y la escuela en la transmisión de la fe, dirigido a padres, sacerdotes, catequistas y profesores de Religión, en el que se defendía la labor evangelizadora de la asignatura de Religión cuya misión era «hacer presente en la escuela el saber científico, orgánico y estructurado de la fe, en igualdad académica con el resto de los demás saberes». Por otro lado en el documento la Conferencia Episcopal se quejaba de «las dificultades legislativas y administrativas, la indiferencia e infravaloración por parte de padres y alumnos, y hasta el menosprecio que la enseñanza religiosa experimenta entre los conocimientos científicos y sociales».

### La asignatura de religión en la LOMLOE de 2020
La asignatura de religión en la LOMLOE continúa siendo de oferta obligatoria para los centros, y voluntaria para los alumnos, pero deja de contar para la nota media del expediente académico del alumno, que se tiene en cuenta para el acceso a la universidad o para la obtención de una beca. Asimismo la religión carece de una asignatura alternativa que deberían cursar aquellos alumnos que no la elijan. Su posición en el horario escolar se deja en manos de las comunidades autónomas.
Por otro lado, la LOMLOE establece una asignatura de Valores Cívicos y Éticos que se impartirá en uno de los dos últimos cursos de primaria y en otro de la ESO. Esta materia  «prestará especial atención a la reflexión ética y se incluirán contenidos referidos a la Constitución española, al conocimiento y respeto de los Derechos Humanos y de la Infancia, a la educación para el desarrollo sostenible». Además, se dice en la ley que «en el marco de la regulación de las enseñanzas de Educación Primaria y Educación Secundaria Obligatoria, se podrá establecer la enseñanza no confesional de cultura de las religiones».